# Macrones besti
Macrones besti är en skalbaggsart som beskrevs av Blackburn 1907. Macrones besti ingår i släktet Macrones och familjen långhorningar. Inga underarter finns listade i Catalogue of Life.